# Marie Bochet
Marie Bochet (Chambéry, 9 de febrero de 1994) es una deportista francesa que compite en esquí alpino adaptado. Ganó nueve medallas en los Juegos Paralímpicos de Invierno entre los años 2014 y 2022.

## Palmarés internacional
| Juegos Paralímpicos | Juegos Paralímpicos         | Juegos Paralímpicos | Juegos Paralímpicos    |
| Año                 | Lugar                       | Medalla             | Prueba                 |
| ------------------- | --------------------------- | ------------------- | ---------------------- |
| 2014                | Sochi (Rusia)               | Medalla de oro      | Descenso de pie        |
| 2014                | Sochi (Rusia)               | Medalla de oro      | Eslalon gigante de pie |
| 2014                | Sochi (Rusia)               | Medalla de oro      | Supergigante de pie    |
| 2014                | Sochi (Rusia)               | Medalla de oro      | Supercombinada de pie  |
| 2018                | Pyeongchang (Corea del Sur) | Medalla de oro      | Descenso de pie        |
| 2018                | Pyeongchang (Corea del Sur) | Medalla de oro      | Eslalon de pie         |
| 2018                | Pyeongchang (Corea del Sur) | Medalla de oro      | Eslalon gigante de pie |
| 2018                | Pyeongchang (Corea del Sur) | Medalla de oro      | Supergigante de pie    |
| 2022                | Pekín (China)               | Medalla de plata    | Supergigante de pie    |